# Фрунзе (Слободзейський район)
Фрунзе (рос. Фрунзе; рум. Frunză) — село в Слободзейському районі в Молдові (Придністров'ї). Центр сільської ради.
Істотну частину населення складають українці - 34,1%.